# غوفر قصير الرأس
غوفر قصير الرأس (الاسم العلمي: Geomys breviceps) (بالإنجليزية: Baird’s Pocket Gopher.)‏ هو نوع من القوارض يتبع جنس الغوفر من الفصيلة الغوفرية.